# Aleksandr Andronov
Aleksandr Aleksandrovitsj Andronov (Russisch: Александр Александрович Андронов) (Moskou, 11 april (OS 29 maart) 1901 - Gorky, 31 oktober 1952) was een Sovjetnatuurkundige en lid van de Russische Academie van Wetenschappen in 1946.
Hij was de ontdekker van de theorie over zelf-exciterende oscillatie en ontwikkelde de theorie, samen met Lev Pontryagin, over de stabiliteit van dynamische systemen door de introductie van structurele stabiliteit. Zie ook: Hopf-bifurcatie.
De krater Andronov op de maan is naar hem genoemd.